# Campeonato Europeo de Halterofilia de 1993
El LXXII Campeonato Europeo de Halterofilia se celebró en el año 1993 en dos sedes: las competiciones masculinas en Sofía (Bulgaria) y las femeninas en Valencia (España), bajo la organización de la Federación Europea de Halterofilia (EWF), la Federación Búlgara de Halterofilia y la Federación Española de Halterofilia.

## Medallistas

### Masculino
| Evento  | Oro                                                  | Plata                                                                        | Bronce                                                 |
| ------- | ---------------------------------------------------- | ---------------------------------------------------------------------------- | ------------------------------------------------------ |
| 54 kg   | Ivan Ivanov Bulgaria 115,0 + 157,5 = 272,5           | Sevdalin Minchev Bulgaria 122,5 + 150,0 = 272,5                              | Nikolai Petujov · Rusia · 110,0 + 130,0 = 240,0        |
| 59 kg   | Nikolai Peshalov Bulgaria 137,5 + 157,5 = 295,0      | Hafız Süleymanoğlu Turquía 130,0 + 160,0 = 290,0                             | Albert Nasibulin · Ucrania · 122,0 + 160,0 = 282,5     |
| 64 kg   | Attila Czanka · Hungría · 145,0 + 170,0 = 315,0      | Valerios Leonidis · Grecia · 137,5 + 175,0 = 312,5                           | Radostin Dimitrov Bulgaria 142,5 + 167,5 = 310,0       |
| 70 kg   | Yoto Yotov Bulgaria 152,5 + 190,0 = 342,5            | Waldemar Kosiński · Polonia · Ramzan Musayev · Rusia · 155,0 + 180,0 = 335,0 | —                                                      |
| 76 kg   | Jachatur Kiapanaktsian Armenia 165,0 + 197,5 = 362,5 | Oleg Kechko Bielorrusia 162,5 + 197,5 = 360,0                                | Andrzej Kozłowski · Polonia · 160,0 + 200,0 = 360,0    |
| 83 kg   | Olexandr Blyshchyk · Ucrania · 175,0 + 205,0 = 380,0 | Krzysztof Siemion · Polonia · 165,0 + 207,5 = 372,5                          | Pyrros Dimas · Grecia · 170,0 + 200,0 = 370,0          |
| 91 kg   | Kaji Kajiashvili Georgia 180,0 + 222,5 = 402,5       | Sergiusz Wołczaniecki · Polonia · 170,0 + 220,0 = 390,0                      | Ivan Chakarov Bulgaria 180,0 + 210,0 = 390,0           |
| 99 kg   | Viacheslav Rubin · Rusia · 185,0 + 220,0 = 405,0     | Sławomir Zawada · Polonia · 185,0 + 220,0 = 405,0                            | Oleg Chiritsa Bielorrusia 177,5 + 217,5 = 395,0        |
| 108 kg  | Tymur Taimazov · Ucrania · 195,0 + 232,5 = 427,5     | Ronny Weller · Alemania · 185,0 + 235,0 = 420,0                              | Alexandr Popov · Rusia · 182,5 + 235,0 = 417,5         |
| +108 kg | Manfred Nerlinger · Alemania · 187,5 + 240,0 = 427,5 | Andrei Chemerkin · Rusia · 185,0 + 240,0 = 425,0                             | Olexandr Levandovsky · Ucrania · 197,5 + 225,0 = 422,5 |

1. 1 2 3  Arrancada (kg) + dos tiempos (kg) = total olímpico (kg).

### Femenino
| Evento | Oro                           | Plata                              | Bronce                          |
| ------ | ----------------------------- | ---------------------------------- | ------------------------------- |
| 46 kg  | Csilla Földi · Hungría ·      | Blanca Fernández García · España · | Danila Manca · Italia ·         |
| 50 kg  | Anna Strumbu · Grecia ·       | Siika Stoeva Bulgaria              | María Dolores Sotoca · España · |
| 54 kg  | Zhaneta Gueorguieva Bulgaria  | Konstantina Misirlí · Grecia ·     | Aurore Ernault Francia          |
| 59 kg  | Guergana Kirilova Bulgaria    | Tímea Raj · Hungría ·              | Diana Greenidge Reino Unido     |
| 64 kg  | María Jristoforidu · Grecia · | Erzsébet Márkus · Hungría ·        | Stefanie Utsch · Alemania ·     |
| 70 kg  | Milena Trendafilova Bulgaria  | Mária Takács · Hungría ·           | Daniela Kerkelova Bulgaria      |
| 76 kg  | Senka Asenova Bulgaria        | Panayota Antonopulu · Grecia ·     | Valkana Tosheva Bulgaria        |
| 83 kg  | Theodula Spanú · Grecia ·     | Karoliina Lundahl · Finlandia ·    | Line Mary Francia               |
| +83 kg | Myrtle Augee Reino Unido      | Natalia Chiriayeva · Rusia ·       | Bernadette Nagy · Hungría ·     |

## Medallero
| Núm. | País        | Oro | Plata | Bronce | Total |
| ---- | ----------- | --- | ----- | ------ | ----- |
| 1    | Bulgaria    | 7   | 2     | 4      | 13    |
| 2    | Grecia      | 3   | 3     | 1      | 7     |
| 3    | Hungría     | 2   | 3     | 1      | 6     |
| 4    | Ucrania     | 2   | 0     | 2      | 4     |
| 5    | Rusia       | 1   | 3     | 2      | 6     |
| 6    | Alemania    | 1   | 1     | 1      | 3     |
| 7    | Reino Unido | 1   | 0     | 1      | 2     |
| 8    | Armenia     | 1   | 0     | 0      | 1     |
| 9    | Georgia     | 1   | 0     | 0      | 1     |
| 10   | Polonia     | 0   | 4     | 1      | 5     |
| 11   | Bielorrusia | 0   | 1     | 1      | 2     |
| 11   | España      | 0   | 1     | 1      | 2     |
| 13   | Finlandia   | 0   | 1     | 0      | 1     |
| 13   | Turquía     | 0   | 1     | 0      | 1     |
| 15   | Francia     | 0   | 0     | 2      | 2     |
| 16   | Italia      | 0   | 0     | 1      | 1     |
|      | TOTAL       | 19  | 20    | 18     | 57    |